# Phyllanthus suffrutescens
Phyllanthus suffrutescens là một loài thực vật có hoa trong họ Diệp hạ châu. Loài này được Pax miêu tả khoa học đầu tiên năm 1893.